# Disa brachyceras
Disa brachyceras är en orkidéart som beskrevs av John Lindley. Disa brachyceras ingår i släktet Disa och familjen orkidéer. Inga underarter finns listade i Catalogue of Life.